# Parafia Narodzenia Najświętszej Maryi Panny w Jeżowem
Parafia pw. Narodzenia NMP w Jeżowem – najstarsza parafia rzymskokatolicka w Jeżowem, położona w diecezji sandomierskiej, dekanacie Rudnik nad Sanem.

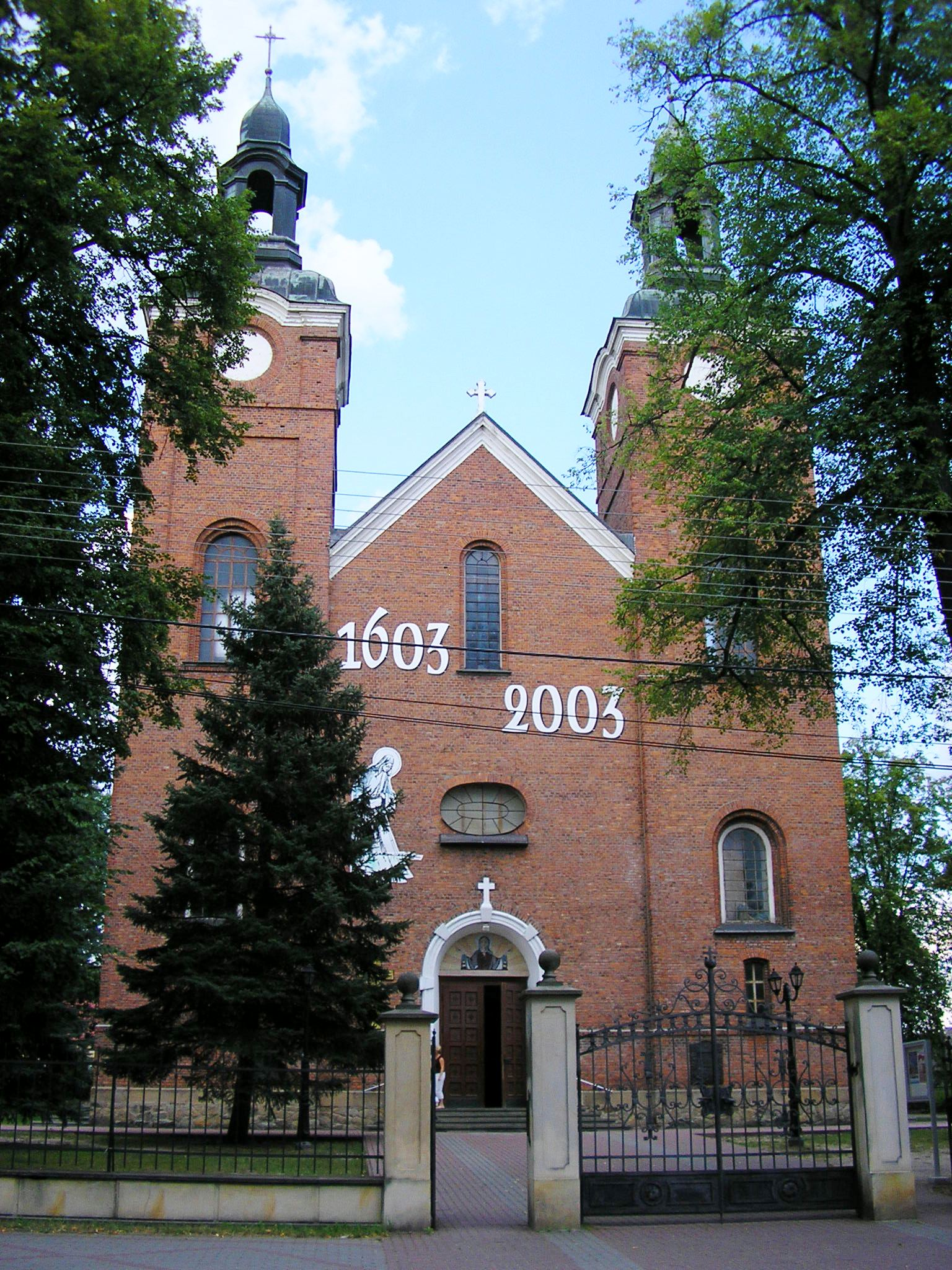
Jeżowe, kościół pw. Narodzenia NMP (2012)

 Utworzona 21 maja 1603 roku przez biskupa krakowskiego Bernarda Maciejowskiego.